# Detroit Express (1981)
Detroit Express is een voormalige Amerikaanse voetbalclub uit Detroit, Michigan. De club werd opgericht in 1981 en opgeheven in 1983. De club speelde drie seizoenen in de American Soccer League.

## Erelijst
- American Soccer League

Winnaar (1): 1982